# Yongfeng (köpinghuvudort i Kina, Heilongjiang Sheng, lat 46,88, long 126,02)
Yongfeng (kinesiska: 永丰, 永丰镇) är en köpinghuvudort i Kina. Den ligger i provinsen Heilongjiang, i den nordöstra delen av landet, omkring 130 kilometer norr om provinshuvudstaden Harbin. Antalet invånare är 24 777. Befolkningen består av 12 177 kvinnor och 12 600 män. Barn under 15 år utgör 13,0 %, vuxna 15-64 år 80 %, och äldre över 65 år 6,0 %.
Runt Yongfeng är det ganska tätbefolkat, med 155 invånare per kvadratkilometer. Närmaste större samhälle är Laodong, 15,1 km söder om Yongfeng. Trakten runt Yongfeng består till största delen av jordbruksmark.
Genomsnittlig årsnederbörd är 807 millimeter. Den regnigaste månaden är juli, med i genomsnitt 229 mm nederbörd, och den torraste är januari, med 8 mm nederbörd.